# Línea 319 (Buenos Aires)
La línea interurbana 319 es una línea de transporte público de pasajeros de media distancia. Comunica las ciudades de Bahía Blanca y Punta Alta. Se encuentra operada por la empresa El Villarino S.R.L, perteneciente a T.A. San Gabriel. El servicio cuenta con su propia Tarjeta inteligente, similar a la del Sistema Único de Boleto Electrónico (SUBE).

## Recorrido

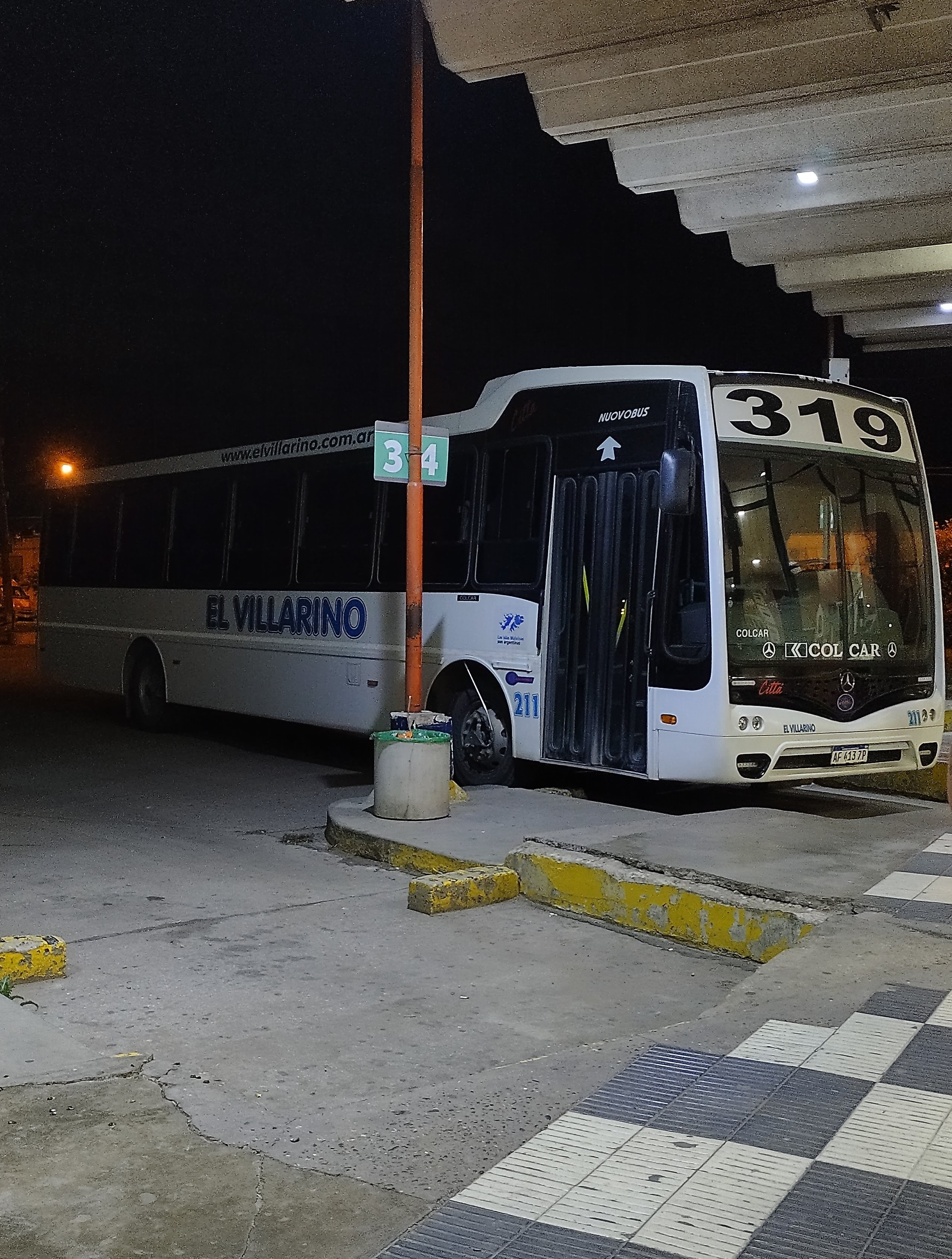
Interno de la línea 319.

### Bahía Blanca - Punta Alta
Sale desde 12 de Octubre y Córdoba; por ésta hasta Avda. Alem, 19 de Mayo, Estomba, Chiclana, Montevideo, Avda. Falucho, Avda. Parchappe, Cap. Martínez, Estados Unidos, L. M. Drago, Honduras, Matheu, Maipú, Punta Alta, Sócrates, Necochea, Láinez, Avda. Juan Manuel de Rosas, Rincón, Rafael Obligado, Sánchez Gardel, El Benteveo, Ruta Nacional 3, Ruta Nacional 229, Río Juramento, J. J. Passo, Pellegrini, Avda. Colón, Urquiza, Almirante Brown, Ingeniero Luiggi hasta Terminal de Ómnibus de Punta Alta.

### Punta Alta - Bahía Blanca
Sale desde Terminal de Ómnibus de Punta Alta, por Mitre, Humberto I, Patagones, Almirante Brown, Quintana, J. J. Passo, Río Juramento, Ruta Nacional 229, Ruta Nacional 3, El Benteveo, Sánchez Gardel, Rafael Obligado, Rincón, Avda. Juan Manuel de Rosas, Láinez, Necochea, Calle 1810, Brown, Vieytes, Roca, 11 de Abril, 12 de Octubre hasta Córdoba.